# Codependentie
Letterlijk vertaald betekent het Engelse woord co-dependent wederzijds afhankelijk.
Codependentie is een levenspatroon dat zich kan hebben gevormd bij mensen die opgegroeid zijn in disfunctionele gezinnen, waar zij op de een of andere wijze onvoldoende in hun gezonde basisvoorwaarden en behoeften zijn ondersteund. Er kan sprake zijn van een achtergrond van verwaarlozing, mishandeling of misbruik. Hierbij kan verslaving of andere psychische problematiek binnen de familie een rol spelen.
De term wordt gebruikt door Co-Dependents Anonymous (CoDA). Er wordt geen nauw omschreven definitie of diagnose gehanteerd, maar een reeks van mogelijke karakteristieken in de categorieën ontkenning, gering gevoel van eigenwaarde, toegeeflijkheid en controle. Codependentie komt als diagnose niet voor in het DSM-IV, hoewel er overeenkomsten bestaan met afhankelijke persoonlijkheidsstoornis en andere stoornissen in Groep C.

## Kenmerken
Codependentie is een aandoening, een reactie op een trauma, waarbij volwassen mannen en vrouwen moeite hebben met:
- een gezonde eigenwaarde te ontwikkelen;
- gezonde grenzen te hanteren en aan te houden;
- op een functionele manier om te gaan met leerprocessen, fouten maken, zich te kunnen ontwikkelen;
- voor de eigen volwassen behoeften te zorgen;
- op een functionele en gepaste wijze uiting te geven aan de eigen gevoelens en waarheid.

Iemand met codependentie problemen kan soms te veel, en vaak ongepaste, zorg tonen voor de problemen van anderen, niet noodzakelijk in de context van een verslaving. Een codependent persoon is soms in nood, doordat hij of zij geneigd is zichzelf te willen veranderen of schaamte te voelen voor de eigen gedachten of gevoelens, wanneer die in conflict komen met de problemen van een ander.
Een codependent persoon kan soms uiterst onzeker overkomen, maar ook zeer gecontroleerd en rigide. De symptomen kunnen variëren van lage eigenwaarde hebben en zich pleasend overafhankelijk maken van wat anderen willen en vinden, tot aan de andere kant niets en niemand zeggen nodig te hebben. Codependenten zijn vaak pleasers, gevers ten top. Bijna alles wat een codependent doet, staat in het teken van anderen het naar de zin willen maken en anderen tevreden te stellen, vaak ten koste van zichzelf en de eigen gevoelens en behoeftes.

## Oorzaken
De codependent kan zijn opgevoed door een narcistische ouder die grote eisen stelde aan het kind met betrekking tot gedrag en uitingen. Het kind kreeg niet de mogelijkheid zich vrij te ontwikkelen en alles moest zijn zoals de narcistische ouder wilde dat het was, omdat dat deze goed aanstond. Een codependent heeft vaak een onveilige gehechtheidsrelatie en worstelt daardoor met verlatingsangst en/of bindingsangst.
Een andere situatie die ten grondslag kan liggen aan codependent gedrag is emotionele belasting tijdens de kindertijd. In de kindertijd waren de emoties en behoeftes van (een van) de ouders zo aanwezig, dat dit ten koste ging van de gevoelens en behoeftes van het kind zelf. Als het kind zich te volwassen dient te gedragen voor zijn of haar leeftijd en het zich verantwoordelijk heeft gevoeld voor emoties die toebehoren aan de ouders spreekt men ook wel van parentificatie. De kans is groot dat het kind heeft aangeleerd de eigen gevoelens en behoeftes aan de kant te zetten. Het kind leert goed te zorgen voor anderen, maar leert niet om met de eigen emoties om te gaan. Parentificatie wordt soms verward met codependentie. Codependentie is echter breder dan parentificatie alleen. Men kan ook codependentie patronen vertonen, veroorzaakt door een ander trauma dan de rolverwisseling tussen ouder en kind.
Emotionele verwaarlozing is een andere belangrijke oorzaak van codependentie. Doordat het kind niet geleerd heeft met emoties om te gaan en deze niet erkend en gevalideerd zijn of zelfs ontkend, kan de betrokkene in het volwassen leven ook niet goed omgaan met emotieregulatie en de juiste waarde toekennen aan eigen behoeftes en verlangens. Trauma van een of beide ouders of zelfs in de generaties daarvoor, dat niet verwerkt is, kan ook een gezonde en veilige hechting in de weg staan en daardoor codependentie patronen bij het kind veroorzaken.

## Gevolgen bij volwassenheid
De codependent vindt emoties lastig, al heeft hij of zij er vele. Emoties van het kind waren voor de narcistische of emotioneel onbereikbare ouder onbelangrijk en mochten niet getoond worden. Het ging om de ouder en daar had het kind op af te stemmen. Hierdoor is het op latere leeftijd voor een codependent lastig anderen in te schatten, waardoor de codependent vaak fouten maakt als gevolg van deze inschatting en de reactie daarop. De codependent valt vaak in handen van destructieve mensen in relaties, zoals narcisten en psychopaten.
Doordat codependenten grote pleasers zijn, vallen zij makkelijk ten prooi aan mensen die daar misbruik van maken. Vooral de verborgen narcist vindt dit type ideaal, omdat deze er weinig voor hoeft te doen om de codependent voor zich te winnen. De narcist doet zich bijvoorbeeld voor als slachtoffer en de codependent is daar gevoelig voor. De relatie die wordt gevormd is gebaseerd op traumabinding wat wordt verward met liefde.

## Herstel
Gelukkig is codependentie goed te herstellen. Het is geen stoornis, maar een persoonlijkheidstype dat zeker wel tot persoonlijke ontwikkeling in staat is. De codependent is vaak fijngevoelig en wil graag een relatie met verbinding, iets wat met de narcistische of emotioneel afwezige ouder onmogelijk was. Gaat de codependent het pad op van persoonlijke ontwikkeling, dan kunnen er mooie dingen ontstaan die de codependent zelf niet voor mogelijk hield. De sleutel is bewustwording van het patroon wat helpt om deze te doorbreken.

## Opvoeding
Ouders die zelf te kampen hebben of hebben gehad met codependentie is er veel aan gelegen de cyclus te doorbreken. Soms schieten zij hierin door. De opvoeding van de eigen kinderen brengt additionele uitdagingen met zich mee omdat het ouderschap een rol is die van nature enige zelfopoffering vereist. Wanneer de zorg en zelfopofferingen voor het kind of de kinderen ongezonde niveaus bereiken, is er sprake van codependentie.
Belangrijk om te benadrukken is dat codependentie niet alleen volgt uit problematische gezinssituaties zoals verslaafde of misbruikende ouders. Codependentie kan ook ontstaan bij ‘normale’ gezinnen. De manier van opvoeding is cruciaal hierin. Codependentie kan onbedoeld worden doorgegeven van de ene generatie op de volgende. Ouders en verzorgers zijn rolmodellen, en hebben daarmee een aanzienlijke invloed op de ontwikkeling van het zelfbeeld en eigenwaarde van het kind. Balans dient gevonden te worden voor bepaalde aandachtspunten tijdens de opvoeding waaronder:
Openlijk praten over gevoelens
Het is belangrijk voor kinderen dat hun ouders ze laten zien dat ze om hun gevoelens geven en deze accepteren. Dit kan door hier regelmatig naar te vragen en te reageren met erkenning, empathie en begrip. Op een aan de leeftijd afgestemde manier kan de ouder er ook voor kiezen om met de kinderen te delen waar zij op het moment mee worstelen en te verklaren hoe zij daar mee trachten om te gaan.
Kinderen niet te veel kneden
Het is niet de bedoeling dat het kind een kopie wordt van de ouder qua overtuigingen en meningen. Dit is niet bevorderlijk voor hun eigenwaarde. En dat kan als gevolg dan weer leiden tot drang om te ‘pleasen’.
Ongezonde prestatiecultuur vermijden
Onrealistische verwachtingen en de lat te hoog leggen zal kinderen geen goed doen. Beloon kinderen voor het behalen van procesdoelen (ze hebben bijvoorbeeld tijd en energie gestoken in naar sport training gaan zich gedurende die training in te spannen) in plaats van belonen voor resultaten en uitslagen (bijvoorbeeld als ze de wedstrijd hebben gewonnen). Als resultaten en uitslagen voor ouders en/of het kind tegenvallen, is het belangrijk om aan te geven en kinderen ook te doen voelen dat hun inzet meer telt dan succes.
Balans in de navolging van regels
Voor kinderen zijn duidelijke regels, met enige flexibiliteit naargelang omstandigheden, nuttig. Ouders doen er goed aan de uitersten - zeer strenge regels of juist het tegenovergestelde, het maken van regels maar ze niet te handhaven - te voorkomen.
Als rolmodel gezonde grenzen demonstreren
Ouders kunnen kinderen voorleven dat het meer dan acceptabel is om een verzoek van iemand te weigeren. In de meeste gevallen zou zelfs zeer jonge kinderen de mogelijkheid moeten worden gegeven om fysieke grenzen te stellen, zoals zelf beslissen of ze iemand een knuffel willen geven of niet.
Zichzelf niet vergeten
Ouders dienen zichzelf niet uit het oog te verliezen en te blijven werken aan het eigen herstelproces. Alleen zo kan men het rolmodel zijn voor het kind dat men zelf nooit gehad heeft en de multigenerationele cyclus doorbreken.